# RoGFP

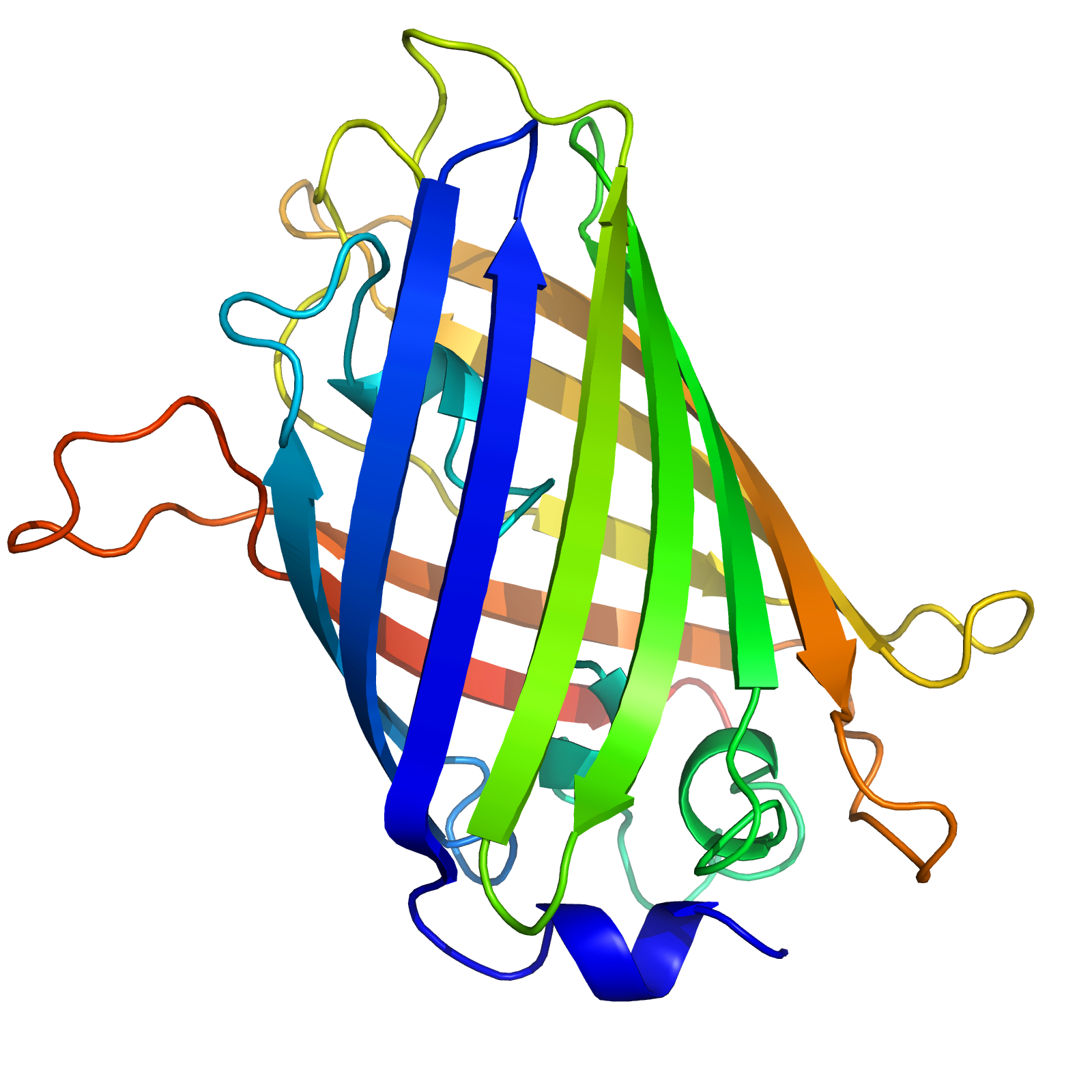
GFP aus Aequorea victoria, Wildtyp-Form

roGFP (englisch Redox-sensitive GFP) ist eine veränderte Variante des grün fluoreszierenden Proteins, bei der sich die Fluoreszenz redox-abhängig ändert.

## Eigenschaften
roGFP besitzt im Vergleich zur Wildtyp-Form des GFP zwei Cysteine in der β-Barrel-Struktur des GFP an den Positionen 147 und 204 auf zwei benachbarten β-Strängen in der zytosolischen Variante des roGFP1 (Mutationen C48S, S147C). Durch Oxidation der Thiolgruppen der Cysteine wird Cystin gebildet, was sich in einer Blauverschiebung der Fluoreszenz des roGFP auswirkt.

## Anwendungen
Das roGFP wird unter anderem als redox-abhängiger Biosensor und als Reporterprotein verwendet. Mit roGFP kann das Redox-Potential und die Menge an Glutathion im Zytosol in vivo bestimmt werden, indirekt auch Wasserstoffperoxid. Als Fusionsprotein des roGFP mit Glutaredoxin 1 kann die Fluoreszenz erhöht werden.
Im endoplasmatischen Retikulum kann mit roGFP2 (Mutationen C48S, S147C, S65T) die Bildung von ROS verfolgt werden.
Alternative optische Nachweisverfahren verwenden z. B. Resazurin (synonym AlamarBlue), Dichlorofluorescein (DCF) oder die Proteine HyPer oder rxYFP.